# Koltay Gergely
Koltay Gergely (Budapest, 1952. június 2. –) Kossuth-díjas magyar zenész, zeneszerző, dalszövegíró. A Kormorán Együttes alapító tagja.

## Életpályája
Gyerekszínészként szerepelt a Vígszínház és a Katona József Színház előadásaiban. 1966–1970 között a budapesti Szent István Gimnáziumban tanult, mellette 1968–1971 között a Bartók Béla Zeneművészeti Szakközépiskola tanulója volt. 
1972–1975 között a Liszt Ferenc Zeneművészeti Főiskola hallgatója volt, fuvola tanszakon diplomázott. 1970–1977 között a 25. Színház tagja volt. 1972–1976 között a Sebő Együttesben zenélt. 1976-ban megalapította a Kormorán együttest. 1979–1981 között a Várszínházban dolgozik zenészként. 1982–1984 között a fővárosi XIV. kerületi Állami Zeneiskolában tanít. 1984–1986 között a kecskeméti Katona József Színház zenei vezetője volt. 
1988-tól a Magyar Rádió munkatársaként dolgozott. 1997–2000 között a Magyar Televízió zenei szerkesztőségének vezetője. 2003-tól rövid ideig a Kossuth Rádió zenei vezetője volt.

### Magánélete
Testvére Koltay Gábor filmrendező.

## Zeneszerzői munkái
- A muzsikás kismalac (1985)
- Julianus barát (1991)
- Frici, a vállalkozó szellem (1993)
- Honfoglalás (1996)
- Sacra Corona (2001)
- Trianon (2005)
- Horthy, a kormányzó (2006)
- A Napba öltözött leány (2006)
- Adjátok vissza a hegyeimet (2007)
- Mindszenty – A fehér vértanú (2010)

## Könyvek, írások
- Kell még egy szó – Válogatott dalszövegek 1976-1998 (Balog Barna, 1999)
- Időutazás a halál és az élet földjén – beszélgetés Dr. Poroszlai Ildikóval (Szövetség hetilap, 2003. június 6.)
- A Magyar Szabadság Napján, cikk (Szövetség hetilap, 2003. június 27.)
- Ismét jókedvű lesz Magyarország – beszélgetés Makrai Pállal (Szövetség hetilap, 2003. július 4.)
- Farkas Attila atya, Isten és ember szolgája – beszélgetés Dr. Farkas Attilával (Szövetség hetilap, 2003. július 18.)
- A lámpás emberek – cikk (Szövetség hetilap, 2003. augusztus 8.)
- Vetni kell, és várni aratásig. Koltay Gergellyel beszélget Benkei Ildikó; előszó Tőkés László; Kairosz, Bp., 2005 (Magyarnak lenni)
- Vissza a világba In: Elárvult szabadság (Magyar Múzsa Könyvek, 2008)
- Valamit mondanom kellene In: Kiáltás (Magyar Múzsa Könyvek, 2008)
- Őrizz meg engem (Verseskönyv CD-melléklettel) (Szabad Tér Kiadó, 2008)

## Díjai és kitüntetései
- A Népművészet Ifjú Mestere (1974)
- Szocialista Kultúráért (1975)
- Magyar Köztársaság Arany Érdemkeresztje (2001)
- Budapestért-díj (2010)
- A Magyar Érdemrend lovagkeresztje (2017)
- Kossuth-díj (2019)